# Cuadro (bicicleta)

Cuadro de bicicleta con horquilla (esquemática).

El cuadro, bastidor, chasis o marco de bicicleta, dependiendo de región o nacionalidad, es la pieza básica de una bicicleta, en la cual se fijan los otros componentes como la horquilla, las ruedas, el sillín, el manillar, etc. Simplificando, se trata de conseguir una estructura rígida capaz de soportar grandes esfuerzos y cuanto más grande el cuadro, menos rígido va a resultar. Sin embargo, nuevos materiales, como la fibra de carbono, permiten nuevos diseños.

## Tipos
Aunque existen distintos tipos de cuadros, según sea para competición en ruta, de pista, de ciclo-cross, BMX o de montaña, etc., los cuadros más comunes están basados en la bicicleta de seguridad, conocido como el «cuadro diamante», que consiste en dos triángulos: un triángulo principal, y un par de triángulos, formados por tubos más finos, en la parte trasera. Los cuadros para otros tipos de bicicletas como el tándem o la bicicleta reclinada obviamente requieren otras características. Otro tipo de bicicleta que no tiene cuadro triangular es la bicicleta tipo step-through o «cuadro escalonado» y que no lleva tubo horizontal, aunque puede o no llevar dos tubos diagonales.

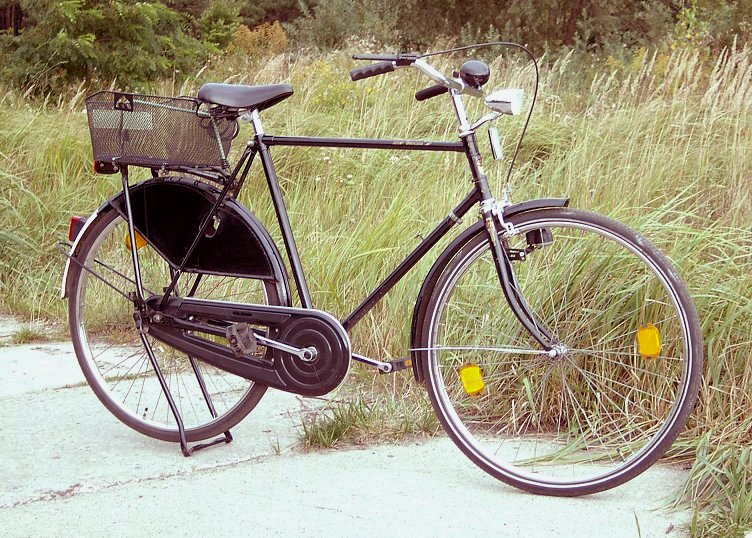
Bicicleta tipo roadster con «cuadro diamante»
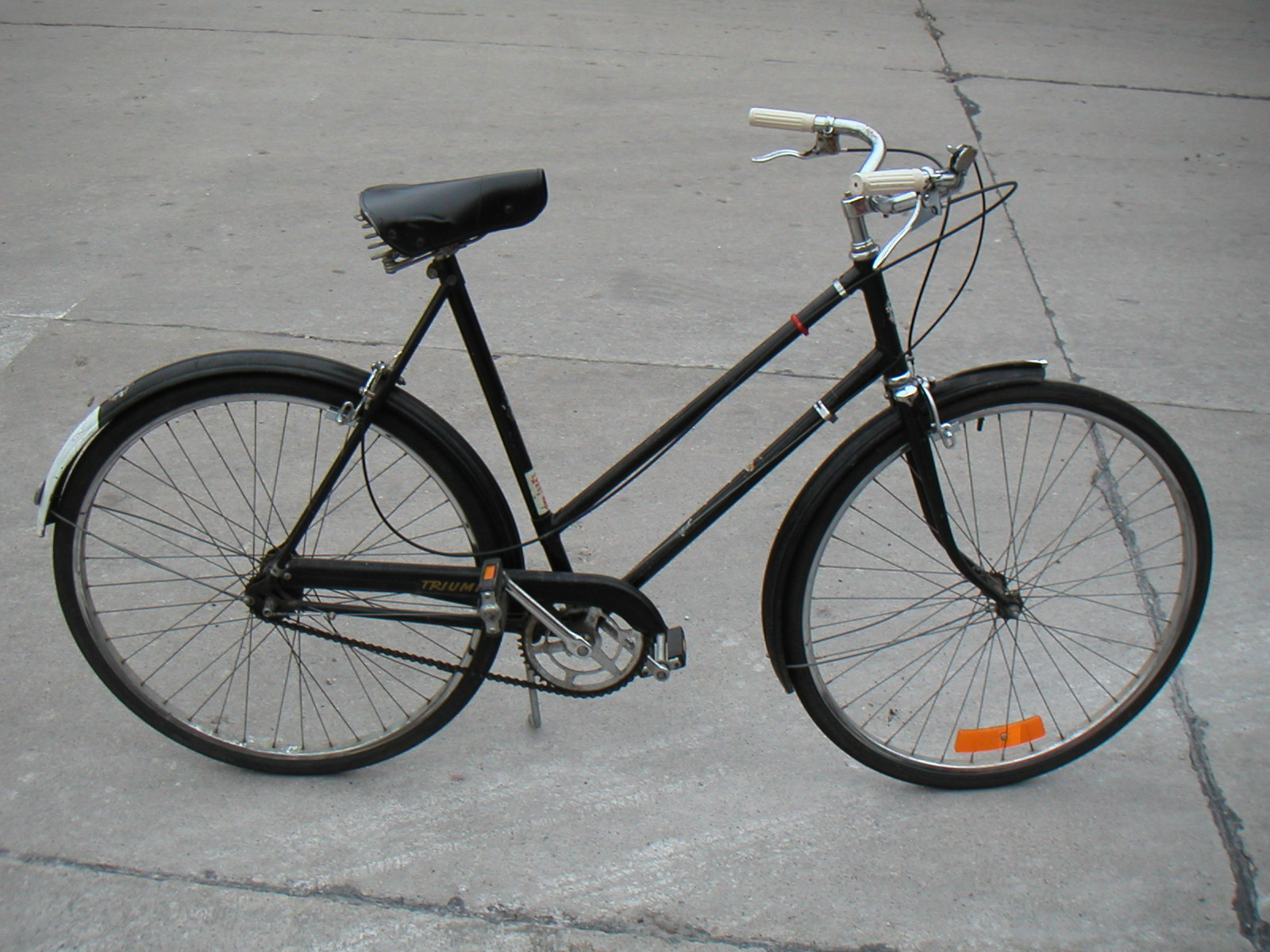
Bicicleta step-through con dos tubos diagonales
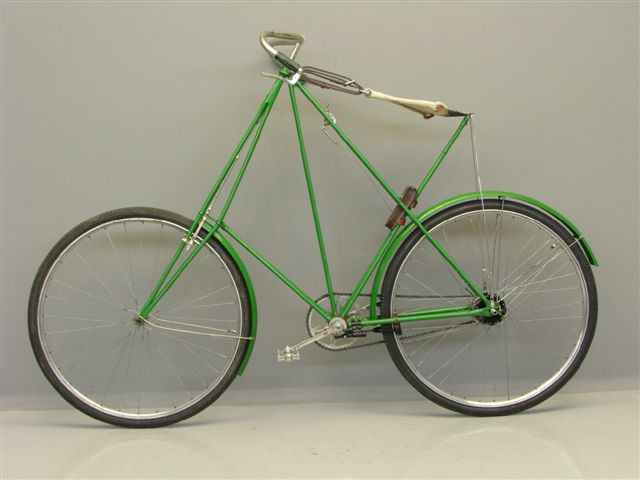
Un modelo Dursley Pedersen, circa 1910
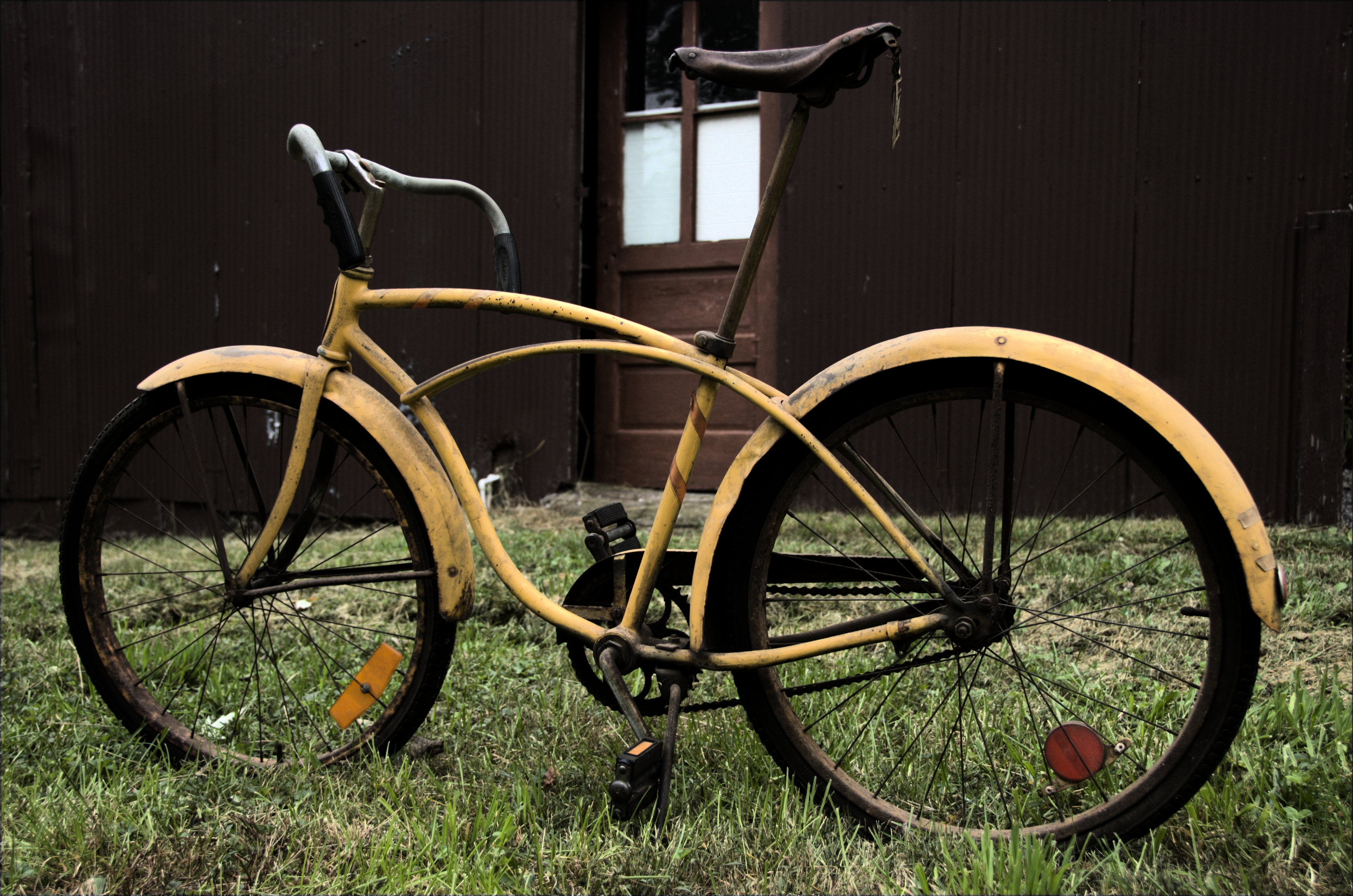
Bicicleta Cruiser de los años 1930 y 40, base de las playeras actuales
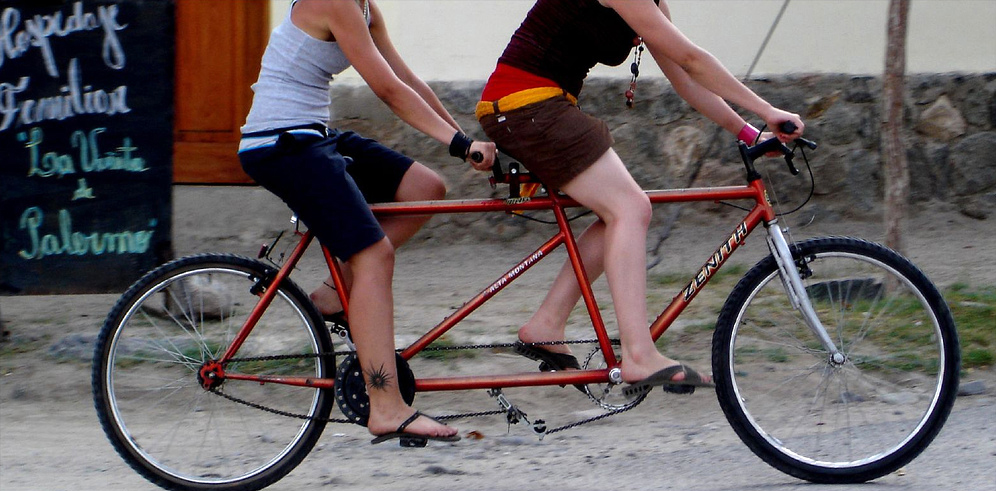
Bicicleta Tándem con doble cuadro diamante
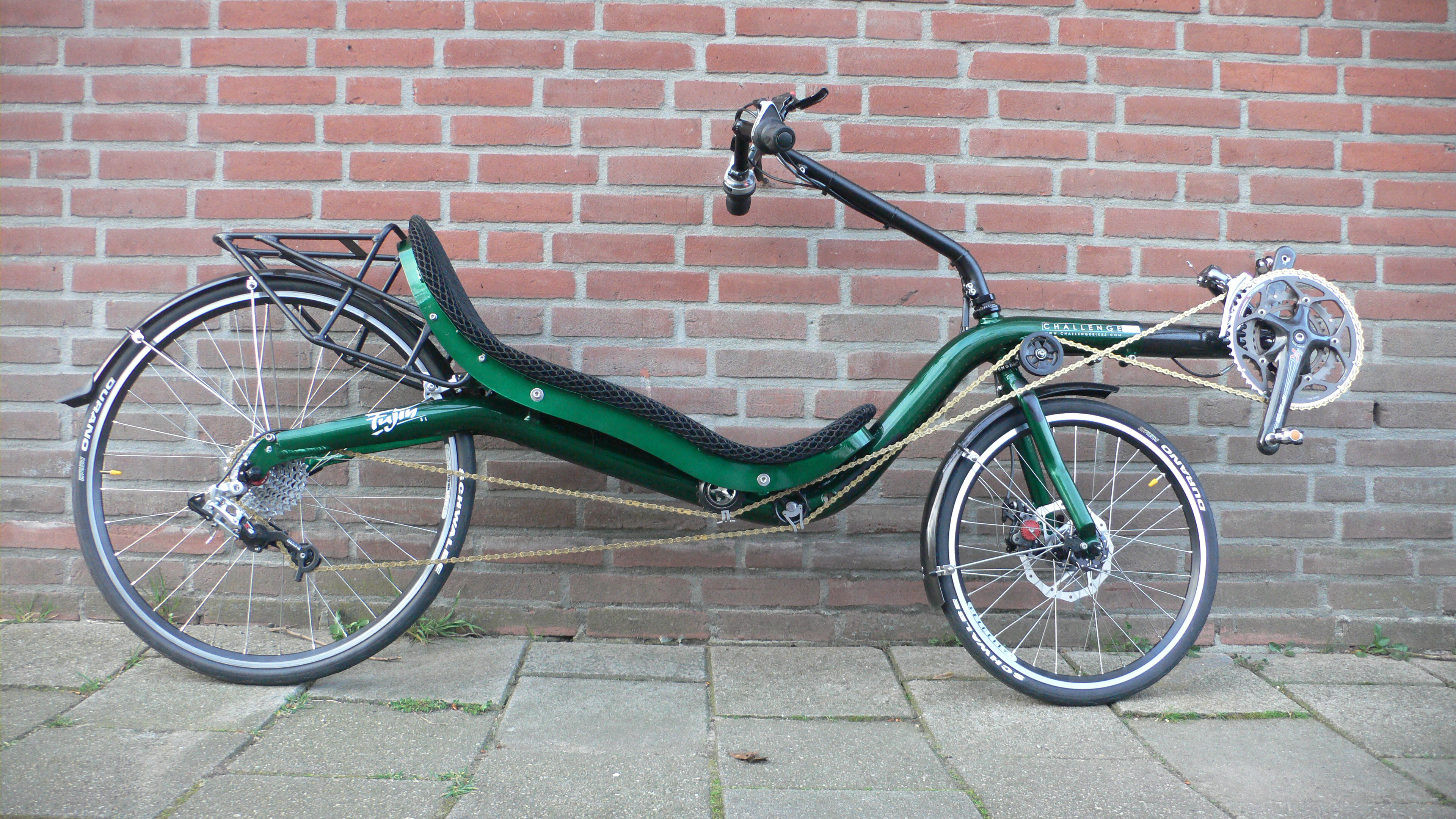
Bicicleta reclinada

## Componentes del cuadro

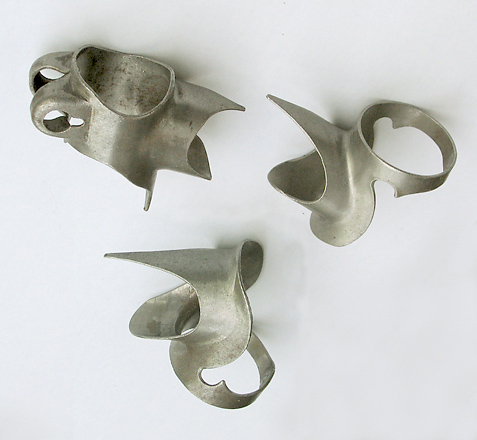
Racores Prugnat type 62 D.
A la izquierda, racor para el tubo horizontal y el tubo dl asiento; a la derecha, racor frontal para el tubo horizontal y el tubo frontal, y abajo, racor frontal para el tubo frontal y el tubo oblicuo o diagonal.

### Tubos del cuadro
En el cuadro diamante, el triángulo principal está formado por cuatro tubos que se juntan mediante soldadura. Existen (básicamente) tres métodos para construir un cuadro: con soldadura con racores, soldadura a filete y soldadura TIG donde se unen el tubo horizontal, el tubo frontal (de dirección), el tubo diagonal u oblicuo, y el tubo del asiento. El triángulo trasero va unido al tubo del asiento, desde cuya parte superior salen un par de tirantes que bajan hasta las punteras traseras (para fijar la rueda), y otro par de tubos (vainas) que forman la horquilla trasera, y que van desde la caja del eje pedalier hasta las punteras traseras. En el tubo frontal se introduce la potencia que sostiene a la horquilla delantera y que se fija mediante un cono de blocaje (o de expansión) unido al sistema de dirección.
En lo que a la bicicleta de competición en ruta se refiere, durante mucho tiempo las dos marcas de cuadros más importantes han sido la italiana Columbus Tubing y la británica Reynolds Cycle Technology. Esta última marca, es conocida sobre todo por sus tubos de aleación de acero  Reynolds 531, para los cuadros utilizados para ganar el Tour de Francia 26 veces, desde que Charly Gaul lo ganó en 1958 hasta la primera victoria de Miguel Induráin en 1991, pasando por las victorias de corredores como Anquetil, Merckx y Hinault.

## Geometría del cuadro
La longitud de los tubos, y los ángulos a los que están unidos definen la geometría del cuadro. Los ángulos habituales que se hace referencia en el diseño del cuadro son el ángulo del tubo frontal (de dirección)  y el ángulo del tubo del asiento. Estos ángulos se miden generalmente con referencia al horizontal. El rango típico es entre 68° a 75° grados.
En general, las bicicletas con ángulos más relajados (números más bajos) tienden a ser más estables y cómodas. Las bicicletas con ángulos más cerrados o pronunciados , más verticales (números más altos) tienden a ser maniobrable, pero menos cómodo en superficies rugosas. Cuadros con ángulos más relajados tienden a tener distancias entre ejes más largos que los cuadros más verticales, bicicletas con ángulos relajados suelen tener mayor ángulo de horquilla. Todos estos factores contribuyen a las características de conducción.

### Tamaño del cuadro
El sistema estándar tradicional era medir desde el centro del eje de pedalier hasta la parte superior del tubo del asiento donde se introduce la tija de sillín, esto es si había un tubo superior horizontal. Hoy en día con la variedad de ángulos del tubo superior, la altura del tubo de asiento ya no es la dimensión del cuadro más importante. Más determinante es la forma real que el ciclista se sentará en la bicicleta es la longitud del tubo superior.
Tradicionalmente, el tamaño del cuadro se medía a lo largo del tubo del sillín, desde el centro del eje del pedalier hasta el centro del tubo superior. Las tallas «medianas» típicas son 54 o 56 cm (aproximadamente 21,2 o 22 pulgadas) para una bicicleta de carreras europea de hombre o 46 cm (unas 18,5 pulgadas) para una bicicleta de montaña de hombre. La amplia gama de geometrías de cuadros que existen en la actualidad también ha dado lugar a otros métodos para medir el tamaño de los cuadros. Los cuadros de cicloturismo tienden a ser más largos, mientras que los de carreras son más compactos.
Existen tablas establecidas para las medidas en función de la talla del ciclista.

## Materiales del cuadro
De metales refinados a partir de minerales:
- Acero
- Cromoly
- Aluminio
- Titanio
- Magnesio
- Escandio

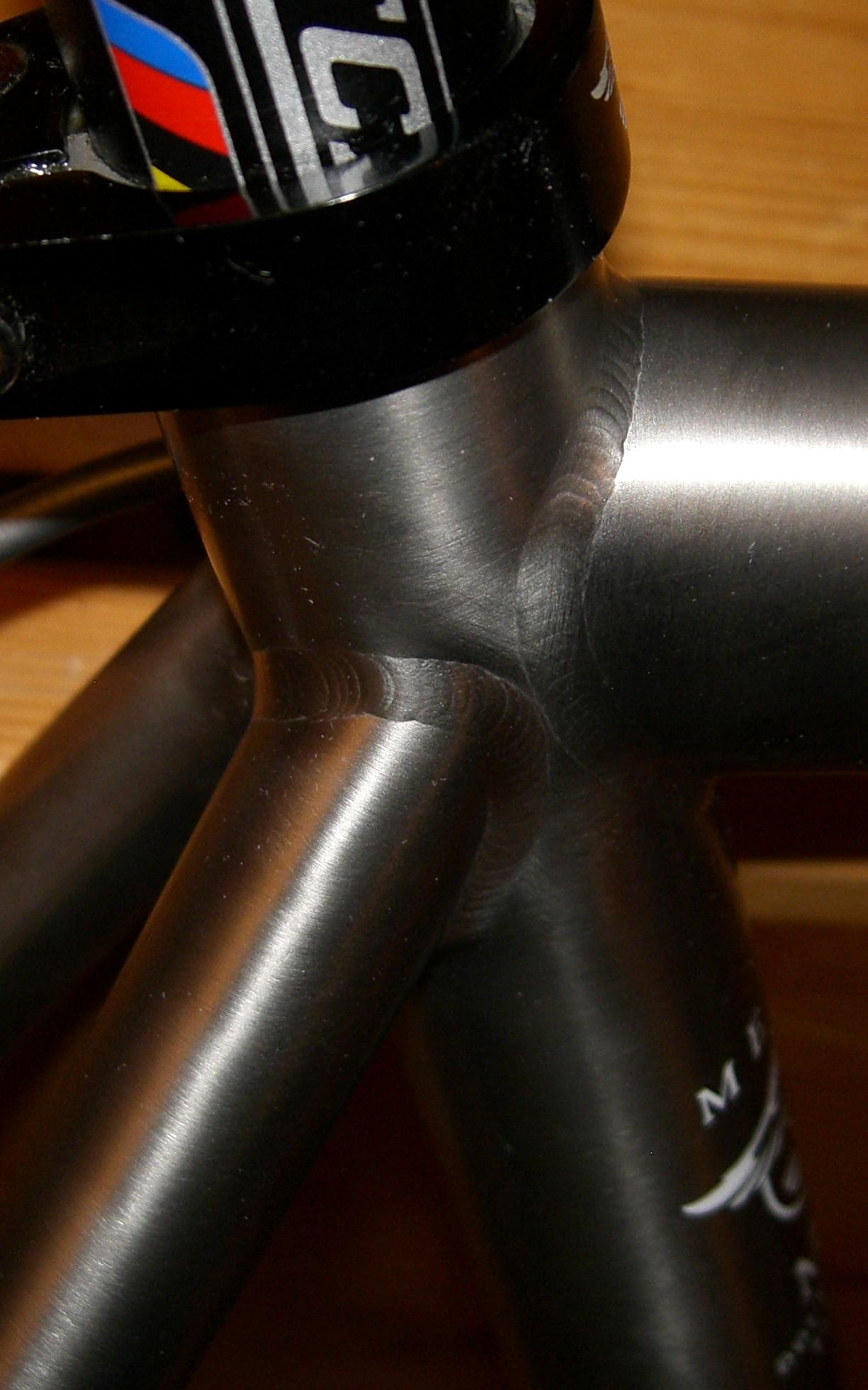
Uniones con soldadura a filete en tubos de titanio

De materiales compuestos de fibras estructurales combinadas unidos mediante una cola o cohesivo plástico:

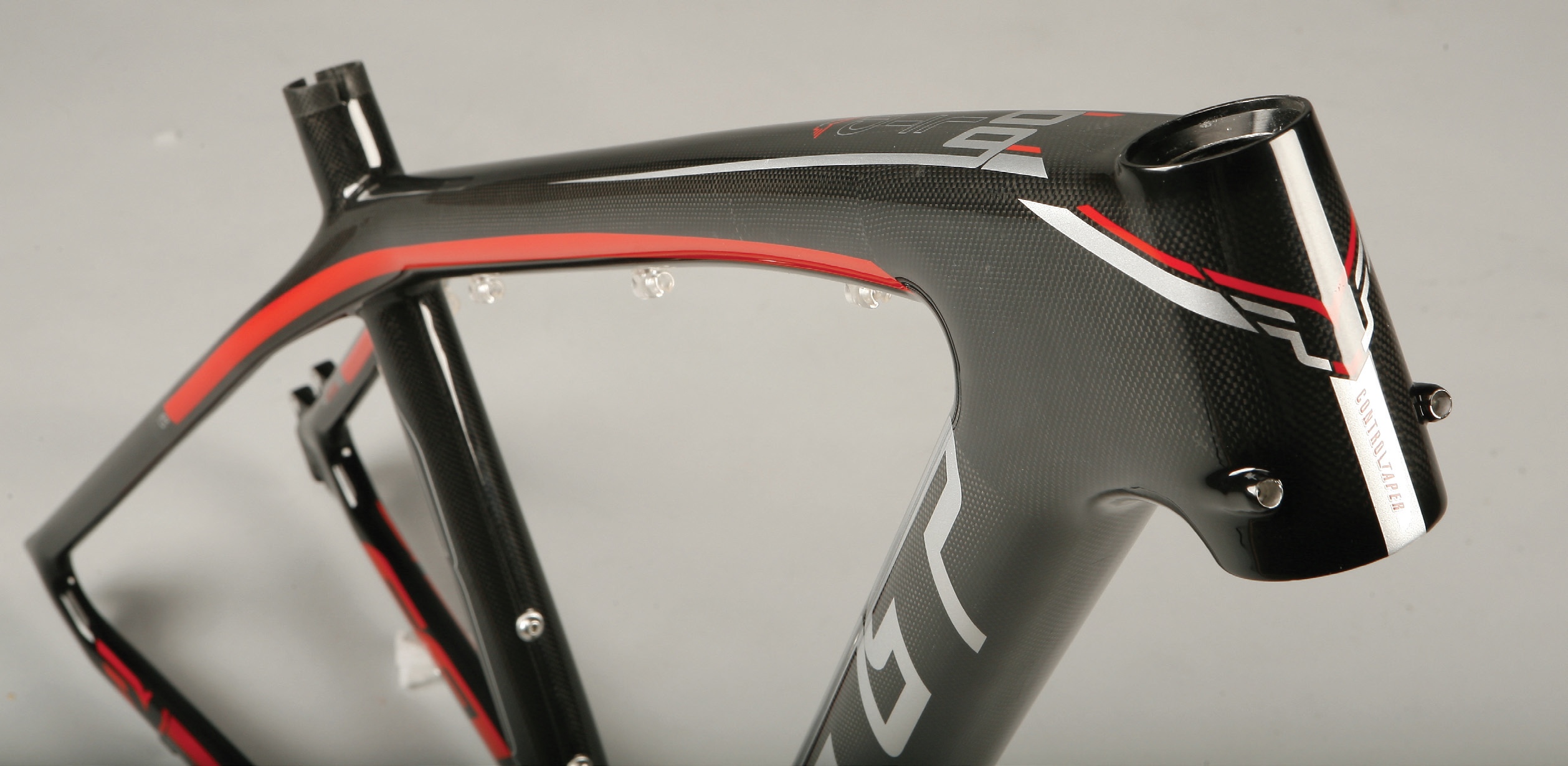
Cuadro Felt Edict NINE de fibra de carbono

- Fibra de carbono
- Fibra de vidrio
- Aramida
- Espectra

De materiales orgánicos:
- Bambú
- Madera

De una combinación de materiales:

## Suspensión
Algunas bicicletas, especialmente las bicicletas de montaña, se han construido con suspensión en el cuadro.

## Tamaño de bicicleta
| ALTURA DEL CICLISTA ORIENTATIVA (cm) | ENTREPIERNA (cm) | TALLA BICI pulgadas | TALLA BICI cm | TALLA UNIVERSAL BICI |
| ------------------------------------ | ---------------- | ------------------- | ------------- | -------------------- |
| 155-170                              | 71-72            | 15                  | 38,1          | XS                   |
|                                      | 73-74            | 15,5                | 39,37         | S                    |
|                                      | 75-77            | 16                  | 40,64         |                      |
| 168-178                              | 78-80            | 17                  | 43,18         | M                    |
|                                      | 81-84            | 17,5                | 44,45         |                      |
|                                      | 85-86            | 18                  | 45,72         |                      |
| 178-185                              | 87-88            | 18,5                | 46,99         | L                    |
|                                      | 89-90            | 19                  | 48,26         |                      |
|                                      | 91-92            | 19,5                | 49,53         |                      |
| 185-193                              | 93-96            | 20                  | 50,8          | XL                   |
| >190                                 | 97-99            | 21                  | 53,34         | XXL                  |
|                                      | 100              | 22                  | 55,88         |                      |